# Belton (Texas)
Belton és una població dels Estats Units a l'estat de Texas. Segons el cens del 2000 tenia 14.623 habitants.

## Demografia
Segons el cens del 2000, Belton tenia 14.623 habitants, 4.742 habitatges, i 3.319 famílies. La densitat de població era de 452,4 habitants/km².
Dels 4.742 habitatges en un 37,3% hi vivien nens de menys de 18 anys, en un 49,9% hi vivien parelles casades, en un 16,1% dones solteres, i en un 30% no eren unitats familiars. En el 24,6% dels habitatges hi vivien persones soles el 10,6% de les quals corresponia a persones de 65 anys o més que vivien soles. El nombre mitjà de persones vivint en cada habitatge era de 2,69 i el nombre mitjà de persones que vivien en cada família era de 3,23.
Per edats la població es repartia de la següent manera: un 26,9% tenia menys de 18 anys, un 18,4% entre 18 i 24, un 26,5% entre 25 i 44, un 17,1% de 45 a 60 i un 11,1% 65 anys o més.
L'edat mediana era de 28 anys. Per cada 100 dones de 18 o més anys hi havia 90,4 homes.
La renda mediana per habitatge era de 32.052 $ i la renda mediana per família de 38.635 $. Els homes tenien una renda mediana de 31.304 $ mentre que les dones 20.678 $. La renda per capita de la població era de 14.345 $. Aproximadament el 12,7% de les famílies i el 17,9% de la població estaven per davall del llindar de pobresa.

## Poblacions properes
El següent diagrama mostra les poblacions més properes.